# Pavlovac (Slunj)
Pavlovac is een plaats in de gemeente Slunj in de Kroatische provincie Karlovac. De plaats telt 33 inwoners (2001).